# Xã Bennington, Quận Marshall, Illinois
Xã Bennington (tiếng Anh: Bennington Township) là một xã thuộc quận Marshall, tiểu bang Illinois, Hoa Kỳ. Năm 2010, dân số của xã này là 1.669 người.